# メリー・ポピンズ (ミュージカル)
『メリー・ポピンズ』（原題: Mary Poppins）は、リチャード・M・シャーマンとロバート・シャーマン（シャーマン兄弟）が作詞・作曲を担当し、ジョージ・スタイルズとアンソニー・ドリューが追加で作詞・作曲を担当し、ジュリアン・フェロウズが脚本を担当したミュージカルである。
本作は、パメラ・トラバースによる児童文学『メアリー・ポピンズ』と1964年に公開されたウォルト・ディズニー・プロダクションの映画『メリー・ポピンズ』を原作としており、映画の楽曲をはじめ、両者のさまざまな要素が融合している。キャメロン・マッキントッシュとディズニー・シアトリカル・プロダクションズが制作し、リチャード・エアーが演出、マシュー・ボーンが共同演出、スティーブン・ミアが共同振付を担当しており、2004年12月にウェスト・エンド・シアターで上演され、ローレンス・オリヴィエ賞の演劇主演女優賞や振付賞などを受賞した。2006年11月には、同様のクリエイティブ・チームによるブロードウェイ作品が、ウエストエンド版からわずかな変更を加えて上演された。後にトニー賞のミュージカル作品賞を含む7部門にノミネートされ、ミュージカル装置デザイン賞を受賞した。オリジナルのブロードウェイ作品は、2013年3月に2,619回の公演を終えて閉幕した。その後、ツアーや国際的なプロダクションが続いた。

## 歴史
1993年、演劇プロデューサーのキャメロン・マッキントッシュがパメラ・トラバースと出会い、児童文学『メアリー・ポピンズ』の舞台化の権利を獲得した。トラバースが舞台化に同意したのは、制作者が全員イギリス人で、ディズニーの映画化に携わった人がいなかったことが理由だった。その後トラバースは、1996年に亡くなった。2001年、マッキントッシュとディズニー・シアトリカル・プロダクションズ代表のトーマス・シューマッハは、ディズニー映画の楽曲をミュージカルで使用できるよう、コラボレーションの可能性について話し合いを始めた。双方の意思が一致したため、2002年に発表された。
この頃、ソングライターのジョージ・スタイルズとアンソニー・ドリューがこのプロジェクトの話を聞き、独自にメリー・ポピンズというキャラクターのための新しい紹介曲「何もかもパーフェクト」のデモ版を作った。彼らはこの曲をマッキントッシュに提出し、彼の好意的な反応を受けて、正式にクリエイティブ・チームに加わることになった。ジュリアン・フェローズは、「エドワード時代のイギリスの階級制度の社会的な慣習を明確に理解している」という理由で、脚本を担当することになった。
映画、演劇、オペラの監督として数々の賞を受賞しているリチャード・エアーや、ロイヤル・シェイクスピア・カンパニー、ロイヤル・ナショナル・シアター、ロイヤル・バレエ団などで活躍する劇場デザイナーのボブ・クロウリーなど、経験豊富なメンバーが揃う制作チームが結成された。2003年末、ロンドンのオールド・ヴィック・シアターのリハーサルルームで、ウェスト・エンド・シアターで閉幕したばかりの『マイ・フェア・レディ』のキャストを使って、ショーのワークショップが行われた。サドラーズウェルズ劇場での4週間のリハーサルの後、舞台はブリストルに移り、2004年9月15日にブリストル・ヒッポドロームで行われたアウト・タウン・トライアウトに参加した。

## ストーリー

### 第1幕
舞台は20世紀初頭のロンドン。様々な職業を持つ謎めいた男、バートは、チェリー・ツリー・レーン（「プロローグ［チム・チム・チェリー］/チェリー・ツリー・レーン Part 1」）を紹介する。17番地には、バンクス一家のジョージとウィニフレッド夫妻、2人のやんちゃな子供たちジェーンとマイケル、料理人兼家政婦のミセス・ブリル、使用人のロバートソン・アイが住んでいる。
バンクス一家は様々な問題を抱えている。ジェーンとマイケルは手に負えないほどのいたずらっ子で、子守が次々とやめていた。幕が開くと、新たな子守であるケイティ・ナナがすごい剣幕で去って行った。ミセス・ブリルとロバートソン・アイは、この家での生活に不満を漏らす。子供たちは新しい子守の求人広告を書くことにした（「完璧な子守」）。しかしジョージは完璧な子守とは何かについて全く異なる考えを持っており、広告を破って暖炉にくべてしまった。その時風が吹き、広告が煙突から舞い上がって飛んで行ってしまった（「チェリー・ツリー・レーン Part 2」）。するとすぐにメリー・ポピンズが広告を持ってやってきて、子どもたちの子守をすることになる。彼女は子供たちよりも全てにおいて上手であることを証明していく（「何もかもパーフェクト」）。
初めて公園に出かけた子供たちはバートと出会う。彼の外見に不安を感じながらも、外見にとらわれずに中身を見なくてはならないことを教えていく（「俺自身の作品［チム・チム・チェリー］」）。メリーとバートは公園の彫刻、ネーレウスに命を吹き込み、一緒にダンスを踊る（「最高のホリディ」）。嵐が吹き荒れ、子供たちは急いで家に帰るが、ネーレウスは父が恋しいと口にする。
メリーが子供たちを子守する一方で、バンクス夫妻にも問題があった。ウィニフレッドは、自分がどこかで子供たちと夫を失望させていると思い込んでおり、心を通わすことができずに悩んでいる。一方ジョージは、なぜウィニフレッドが妻と母の役割をこんなにも難しく感じているのか理解できずにいた（「ずっといてくれますように」［チェリー・ツリー・レーン（リプライズ）／ミセス・バンクスであること／最高のホリディ（リプライズ）］」）。夫が理想とする妻を演じるため、ウィニフレッドはティー・パーティーを計画するが、ロバートソン・アイや子供たちによって台無しになってしまう。メリーは彼らにひとさじの薬を飲ませ、魔法で台所を元通りにし、解決する（「お砂糖ひとさじで」）。しかし、ティー・パーティーに誰も来ないことが明らかになり、ウィニフレッドはジョージを喜ばせることができなかったことを反省する。
メリーはジョージが働いている銀行に子供たちを連れていく（「規律と秩序」）。ジョージは、野心家のヴォン・ハスラーが手の込んだ金儲けの計画を提案したり、中流階級のジョン・ノース・ブルックがシンプルな工場建設の計画を提案したりと、投資先になりそうな人たちの対応に追われていた。メリーが子供たちを連れて現れたとき、ジョージは激怒するが、ジェーンの無邪気な質問（良い人間と良いアイデア、どちらが大切か）をきっかけに、理想主義の若者だった頃とは価値観が大きく変わったことを実感する（「男には夢がある」）。そして、銀行が反対していることを知りながら、ノース・ブルックのプロジェクトを受け入れ、ヴォン・ハスラーのプロジェクトを拒否することにした。
セント・ポール大聖堂の外で、メリーと子供たちはバードウーマンと出会う。ジェーンは彼女を不審に思うが、マイケルはメリーの教えを実行し、鳥のためにパンくずを投げる（「2ペンスを鳩に」）。帰り道、子どもたちは魔法のお菓子や、言葉を売る店の主人、ミセス・コリーに出会う。メリーは子供たちにアルファベットを買い与え、新たな言葉を発明する（「スーパーカリフラジリスティックエクスピアリドーシャス」）。
子供たちは、父親の様子がおかしくなっていることに気づかず、元気に帰宅した。彼らが知らないうちに、ジョージはヴォン・ハスラーの提案を断ったことで銀行に大きな損害を与え、無給の停職処分を受けてしまう。ジョージは子供たちにかんしゃくを起こし、子供部屋に追いやってしまう。ジェーンはジョージに反発し、人形、ヴァレンタインを乱暴に扱う。不機嫌になったメリーは彼らにベッドに入るよう命じ、魔法をかけて眠らせる。ヴァレンタインをはじめとするおもちゃたちに命を吹き込まれ、子どもたちは彼らの怒りを知ることになる（旧「テンパー、テンパー」、現「正々堂々とゲームを」）。
ジェーンとマイケルはまだ多くのことを学ぶ必要があると悟ったメリーは、2人の目を覚まさせるため、チェリー・ツリー・レーンを離れることを決意する（「チム・チム・チム・リー（リプライズ）」）。子供たちは動揺するが、フランス語「オ・ルヴォワー」と書かれた置き手紙を見つける。

### 第2幕
ウィニフレッドは夫を喜ばせようと、いなくなったメリーの代わりに、以前ジョージの子守だったミス・アンドリューを呼び寄せる（「チェリー・ツリー・レーン（リプライズ）」）。しかし、彼女は容赦のない暴君のような子守だったのだ。彼女の姿を見て、恐怖におののいたジョージは、「聖なる恐怖」と叫んで逃げ出した。アンドリューはメリーの「お砂糖ひとさじで」とは打って変わり、ひどい味がする手製のエリキシル剤を押し付ける（「毒消しの薬 パート1」）。そして、ジェーンの子守をし、マイケルを寄宿学校に送ることで2人を分断すると脅す。ミス・アンドリューが自室に行った後、子供たちは逃げることが唯一の解決策だと考え、公園で親友のバートに出くわす。そして、マイケルの夢である父親と凧揚げをするという夢を後押しする（「凧を揚げよう」）。そこへ、凧の糸につかまって、メリーが空から舞い降りて来る。子供たちはミス・アンドリューの近況を報告し、メリーはミス・アンドリューを「驚かせる」つもりで子供たちを家に連れて帰る。
ジョージもミス・アンドリューから逃れるために公園に隠れていたが、自分には何の成果もないと落ち込んでいる（「役立たず［チェリー・ツリー・レーン（リプライズ）］」）。ウィンフレッドは、ジョージが少年時代に辛い経験をしたことをようやく理解し、彼を探している（「ミセス・バンクスであること（リプライズ）」）。
子供たちが家に戻ってくると、メリーはミス・アンドリューが飼っているヒバリのカルーソーを檻から出してしまう。その結果、ミス・アンドリューは大きな鳥かごの中に閉じ込められ、追い払うことに成功する（「毒消しの薬 パート2」）。ここでウィニフレッドとジョージが戻り、ミス・アンドリューが追い払われたことに安堵する。
バートが子供たちに煙突掃除屋の仲間たちを紹介する（「ステップ・イン・タイム」）。一方でジョージは銀行から家にいることを要求する電報を受け取る。ジョージは自分が解雇されたと思い込み、家宝を売る時が来たのだと判断する。しかし、その家宝である花瓶はミセス・ブリルが誤って粉々にしてしまう。ジョージは割れた花瓶を掃除していると、子供の頃に集めたジンジャーブレッド・スターのコレクションが現れた。バートが子供のころを思い出す手助けをしたのだ。これをきっかけに、ジョージはほんの少しだけ反省することになる（「男には夢がある（リプライズ） / お砂糖ひとさじで（リプライズ）」）。バートとの握手を終えたジョージは、頭取に会いに出かける。ウィニフレッドはジョージのために弁明しようと試みるが、女の立場というジレンマに悩んでいる。そこで子供たちはメリーの教えに従い母親を励ます（「どんなことだってできる パート1」）。メリーはジェーンとマイケルを連れて空を飛び、誰にも知られずに事件の行方を見守る。
銀行ではジョージが、自分が下した判断の成り行きを知って驚く。銀行を破滅させるどころか、ヴォン・ハスラーを拒絶し、ノース・ブルックの融資を承認したことで、彼は大成功を収めたのだ。夫を弁護するために駆け付けたウィニフレッドは、逆に夫が時のヒーローになったことを知る。ジョージは妻を見くびっていたことを謝罪し、2人で家に戻る。メリーとバートに連れられて空を渡った子供たちは、ミセス・コリーやネーレウスなど、旅の途中で出会った人々と再会する（「どんなことだってできる パート2」）。メリーは、家族が再会したことで、自分の仕事が終わったことを悟る。名残惜しそうにバートに頬にキスをして別れを告げ旅立つ（「お砂糖ひとさじで（リプライズ）」）。
マイケルは父親にたこと作ってもらったことに喜んでいたが、ジェーンはメリーから写真入りのロケットをもらったことで、彼女が旅立ったことを悟る（「フィナーレ」）。子供たちは、両親が幸せそうにワルツを踊るのを見つめる。そしてメリーによく似た「流れ星」に願い事をするのだった。

### 映画や書籍との相違点
本作は、ディズニー映画を直接ミュージカル化したものではなく、映画や原作本の要素に加えて、オリジナル要素が盛り込まれている。映画に登場する「最高のホリディ」のシーンで踊るペンギンや、アルバートおじさんの家の天井でのティーパーティーは削除されているが、「最高のホリディ」でコーラスにペンギンの衣装を着せるコミュニティ・シアターもある。本に登場するネーレウスは、映画では見られなかったが、ミュージカルでは登場している。ミセス・コリーとその娘たちは映画にカメオ出演しているが、ミュージカルや本にも登場している。ネリー・ルビーナやバルーン・ウーマンなど、映画やミュージカルには登場しない本の要素がたくさんある。
ミュージカルを盛り上げるために、ジェーンとマイケルがいたずら好きであることと、両親の仲が険悪であることに重点が置かれている。ジェーンとマイケルは常に反論したり、喧嘩をするため、メリーがジェーンの人形バレンタインやその他のおもちゃに命を吹き込み、「正々堂々とゲームを」という曲で彼らを叱るという新しいシークエンスが必要になった。このシークエンスの原題は「テンパー、テンパー」で、書籍の中の「バッド・ウェンズデー」という章からヒントを得ている。ミュージカルでは、ジョージ・バンクスが、ジェーンとマイケルの父方の祖父母である両親に無視され、恐ろしい子守の世話になるという辛い少年時代を送ったことが明らかにされている。この子守、ミス・アンドリューは書籍に登場する人物だが、ミュージカルではメリー・ポピンズとは正反対の人物として登場し、「お砂糖ひとさじで」ではなく「毒消しの薬」を歌う。ウィニフレッド・バンクスは、もはやこの映画のサフラジェットではなく、夫からの期待に応えようと奮闘する元女優である。映画の中でハーマイアニ・バドリーが演じたメイドのエレンは完全にカットされた。銀行の頭取を紹介するために、ミス・スマイスという新しいキャラクターが作られた。ブーム提督は、映画のように大砲を吹いて家を揺らすことはしない。
映画のように頭取の父親は登場せず、ブーム提督の助手であるビナクルも登場しない。優しいジョン・ノース・ブルックと陰謀を企むヘル・ヴォン・ハスラーという新しいキャラクターが登場し、銀行での新たな対立を生み出した。また、映画には登場しなかったハウスボーイのロバートソン・アイも登場する。
いくつかの音楽は、映画の中での目的から変更されている。
- 「お砂糖ひとさじで」: 当初はメリーがバンクス家に初めて来たときに歌われていたが、後半で子供たちがバンクス家のキッチンを破壊し、メリーがそれを直すのを手伝うという全く新しいシークエンスに移された。この曲は「毒消しの薬 パート2」でも言及されており、フィナーレではリプライズとして登場する。
- 「スーパーカリフラジリスティックエクスピアリドーシャス」: 当初は公園での外出時に歌われていたが、ミセス・コリーの店のシークエンスに変更された。また、ジョージが銀行に行くとき（「どんなことだってできる」のシークエンス）やカーテンコールの時にも歌われている。この曲自体も、単語の綴りが声と体の両方で明確に異なっている。
- 「鳥に餌を」: 当初は、バンクス家の子供たちが父親の職場を訪れる前にメリーが歌っていたが、職場訪問の後に移動し、メリーとバードウーマンのデュエットとして歌われている。その後、ジョージが銀行に向かうシーンで再度登場するが、映画で印象的だったバードウーマンの死の暗示は省略されている。代わりに、改心したジョージが彼女と喜びの瞬間を分かち合う。
- 「凧を揚げよう」: 当初は、映画の最後にバンクス家のフィナーレとして歌われていたが、第2幕の冒頭近くに移動し、バートと子供たちが歌う。

## 登場人物
メリー・ポピンズ
本作の主人公の女性。オウムの頭をした傘を使って空を飛び、魔法を使うことができる。バンクス家を助けるために、チェリーレーン17番地に引っ越してくる。彼女の家族や生い立ちについては一切触れられていないが、原作本では、叔父のアルバート・ウィッグと従兄弟のアーサーがいる。原作本では、彼女は母親のことを簡単に話している。
バート
物語の語り手である謎めいた男性。本名はハーバート・アルフレッド。歌とダンスを得意とする。何でも屋で、魔法の能力を持っていることもほのめかされ、少なくともメリー・ポピンズが生まれた魔法の世界のことはすべて知っている。物語が始まる前からバートがメリーを知っていたことは言及されているが、どのように知っていたかの詳細は言及されていない。また、バートの家族や生い立ち、住んでいる場所なども語られていない。
ジョージ・バンクス
ウィニフレッドの夫であり、ジェーンとマイケルの父親。厳格な家庭で育ち、人前で愛情表現をすることを好まない父と母とはほとんど会っていないと語っている。ロンドンの銀行で働いており、父親も同様に働いていることが示唆されている。少年時代、ミス・ユーフェミア・アンドリューという子守がいたが、彼女も非常に厳格だった。仕事で留守にすることが多く、子供たちと一緒に過ごすことはほとんどない。映画やミュージカルでは、物語が進むにつれて、家族に愛情を注ぐことを学び、仕事よりも家族の方が大切だと教えられる。映画では脇役だったが、ミュージカルでは主役に拡大されている。
ウィニフレッド・バンクス
ジョージの妻であり、ジェーンとマイケルの母親。ミュージカルでも映画でも、社会的な女性として描かれている。映画では、参政権論者であり、社会運動に参加している。ミュージカルでは、元女優として描かれている。彼女の家族や旧姓については言及されていないが、本の中ではフロッシーとキャロラインという2人の叔母が登場する。ミュージカルでは、家族とその中での自分の役割に戸惑い、圧倒されている様子が描かれている。夫と同じような厳しい環境で育っていないこと、もしかしたら子供の頃に子守がいなかったかもしれないこと、そしてこの地域の出身ではないことなどがほのめかされており、そのために友人との繋がりを築くことが難しくなっている。原作本では、彼女には2人ではなく5人の子供がおり、その中には双子のジョンとバーバラ、そして後には赤ん坊のアナベルも含まれている。
バードウーマン
ぼろぼろの服を身にまとう物乞いの女性。毎日セント・ポール大聖堂の階段に座り、パンくずの入った袋を1ペンスで売っている。大聖堂はジョージが勤める銀行の近くにあり、訪問したジェーンとマイケルは彼女に会い、マイケルはノース・ブルックからもらったお金で彼女から袋を購入する。メリー・ポピンズは「鳥に餌を」を通して、子供たちに相手を見下さず、尊敬するように伝えている。第2幕では、ジョージ・バンクスが初めて階段で立ち止まり、バードウーマンにお金を渡す。彼女は、本や映画に登場するキャラクターで、経歴や名前は一切出てこない。
ミス・ユーフェミア・アンドリュー
ジョージ・バンクスの元子守の女性。原作本には登場するが、映画には登場しない。とても意地悪で厳しい性格で、物語の敵役。ミュージカルでは、メリー・ポピンズが去った後、ウィニフレッドから連絡があり、チェリー・ツリー・レーンに来てほしいと頼まれ、メリー・ポピンズとの決闘の末、メリーが彼女を送り出す。結婚したことがなく、自分の子供もいない、年老いた独身女性として描かれている。ミュージカルの第1幕を通して言及されているが、彼女の歌「毒消しの薬」が登場する第2幕まで登場しない。ヒバリという愛鳥を飼っている。
ブーム提督
バンクス家の隣の豪邸に住んでいる元海兵隊員。原作本と映画に登場する。年配の男性で、よく天気予報を読み上げ、近所を見張っている。彼の家は船の形をしていると言われている。
頭取
ジョージ・バンクスの上司であり、銀行のトップ。
ミセス・クララ・ブリル
バンクス家の料理人兼家政婦。子供たちの行動やバンクス夫妻からの要求により、酷使され、ストレスを感じている。彼女の家族や生い立ちについては言及されていない。原作本や映画には、もうひとりのメイド、エレンが登場する。ミュージカルではエレンはカットされている。
ロバートソン・アイ
バンクス家の使用人。原作本には登場するが、映画には登場しない。彼の生い立ちや家族については言及されていない。怠け者で眠たがり屋だが、バンクス家の子供たちには優しくて友達が多いと言われている。混乱の原因となることが多く、あまり役に立たないが、バンクス家の人々は彼を我慢している。
ジェーン・キャロライン・バンクス
ジョージとウィニフレッドの長女で、面倒くさがり屋で気性が荒い。原作本の中でのミドルネームはキャロラインで、これはウィニフレッドの叔母キャロライン（ジェーンの名付け親でもある）にちなんでいる。
マイケル・バンクス
ジョージとウィニフレッドの息子。子守にイタズラをするのが好きで、ルールを守らずいたずら好き。父親にもっと注目されたいと思っており、それが彼の行動の原因になっていると思われる。
ミセス・クララ・コリー
自身の店を経営する魔法使いの女性。彼女の客は、楽しい会話や難しい言葉を糧とする「おしゃべりな人」と呼ばれる魔法使いたちである。彼女の店は公園にあり、2人の娘、アニーとファニーが手伝っている。ミュージカル中にミセス・コリーの名前は出てこない。ミセス・コリーとその娘たちは原作に登場するキャラクターで、映画にもカメオ出演している。ミュージカルでは、メリーやバートとともにコーラスをリードする。本やミュージカルでは、キャンディやさまざまなお菓子を配っているが、その中には、本物の空の星が描かれたジンジャーブレッド・スターも含まれていて、客はそれに火をつけて空に浮かべることができる。ジョージ・バンクスが子供の頃、彼女の店に来ていたと言っている。
ケイティ・ナナ
メリー・ポピンズがやってくる前のチェリー・ツリー・レーンの最後の子守。原作本と映画に登場する。ミュージカルでは、物語の冒頭、第1幕で、ジェーンとマイケルが彼女の言うことを聞かず、公園で逃げ出した後、職を辞したところで、わずかに登場するだけとなる。
ミス・ルシンダ・エミリー・ラーク
バンクス家の隣にある凝った造りの家に住む老婦人で、本や映画にも登場する。彼女が犬のウィロビーを散歩させているときに、チェリー・ツリーレーンでジェーンとマイケルによく出くわす。本の中では、家や庭の手入れをしてくれるメイドがいると書かれている。彼女の家族については言及されていない。ブーム提督と浮気をしている。
ヴォン・ハスラー
ジョージに緻密な金儲けの計画を提案した大富豪のビジネスマン。
ジョン・ノース・ブルック
ジョージによりシンプルな工場計画を提案する普通のビジネスマン。
ポリスマン
マイケルとジェーンがトラブルに巻き込まれたときに、よく追いかけるロンドンの警官。
ネーレウス
バンクス家の向かいの公園にある銅像。ジェーンとマイケルは、よくこの像の下に立って遊んでいた。メリー・ポピンズがやってきて、「最高のホリディ」でネーレウスに命を吹き込み、子どもたちと仲良くなる。第2幕では、メリーがネーレウスと海の王ポセイドンを再会させる。マイケルとジョージのように、2人は離ればなれになっていた。
バレンタイン
ジェーンのお気に入りの人形。ミュージカルでは、メリー・ポピンズによって命を吹き込まれ、他のおもちゃたちと一緒に「正々堂々とゲームを」を披露する。この歌は、他の人と仲良く遊び、自分のおもちゃの価値に感謝することを子どもたちに教えるためのものである。子供たちがこれを拒否したため、メリー・ポピンズはしばらくの間バンクス家を離れることになる。

## キャスト

### 海外公演
| 登場人物                 | ロンドン（2004年） | ブロードウェイ（2006年）                                               | イギリスツアー（2008年）                                                                                             | アメリカツアー（2009年）                                               | オーストラリアツアー（2010年）                                                               | イギリスツアー（2015年）                                                                               | ウエストエンド・リバイバル（2019年）                                                                             | オーストリア（2022年）                                                                           |
| ------------------------ | --- | ---------------------------------------------------------------------- | --- | ---------------------------------------------------------------------- | -------------------------------------------------------------------------------------------- | --- | --- | ------------------------------------------------------------------------------------------------ |
| メリー・ポピンズ         | ローラ・ミッシェル・ケリー                                                                                             | アシュリー・ブラウン                                                   | キャロライン・シーン                                                                                                 | アシュリー・ブラウン                                                   | ヴェリティー・ハント・バラード                                                               | ジジ・ストラレン                                                                                       | ジジ・ストラレン                                                                                                 | ステファニー・ジョーンズ                                                                         |
| バート                   | ギャビン・リー | ギャビン・リー                                                         | ダニエル・クロスリー                                                                                                 | ギャビン・リー                                                         | マット・リー                                                                                 | マット・リー                                                                                           | チャーリー・ステンプ                                                                                             | ジャック・チェンバース                                                                           |
| ジョージ・バンクス       | デヴィッド・ヘイグ | ダニエル・ジェンキンス                                                 | マーティン・ボール                                                                                                   | カール・ケンズラー                                                     | フィリップ・クァスト                                                                         | マイロ・トゥオミー                                                                                     | ジョセフ・ミルソン                                                                                               | トム・レン                                                                                       |
| ウィニフレッド・バンクス | リンジ・ヘイトリー | レベッカ・ルーカー                                                     | ルイーズ・ボーデン                                                                                                   | ミーガン・オスターハウス                                               | マリナ・プライヤー                                                                           | レベッカ・ロック                                                                                       | エイミー・グリフィス                                                                                             | ルーシー・マウンダー                                                                             |
| ジェーン・バンクス       | ニコラ・ボーマン キャリー・ホープ・フレッチャー ポピー・リー・フリアー シャーロット・スペンサー フェイ・スピトルハウス | キャサリン・ドハーティデラニー・モロ キャサリン・フォーナン            | マデリン・バンバリー ジョージー・ヒル ルビー・マクギヴァン ルーシー・シモンズ                                        | アビゲイル・ドローガー アイダ・ナイテンバッハ キリリー・バーガー       | ビクトリア・ボルゾック ヘイリー・エドワーズ ゾーイ・グスメット スカウト・フック サラ・リード | フェリシティ・ビッグス ベリティ・ビッグス ヴァイオレット・タッカー マイア・ウェスト ロッティ・シシリア | アデレード・バーハム イモージェン・ボーン シャーロット・ブリーン エリー・キット・ジョーンズ ヌアラ・ペーバーディ | ハリエット・アルダー クロエ・デル＝ヴェドヴェ ミア・ハニーセット シエナ・カン アマラ・カヴァリク |
| マイケル・バンクス       | ジェイク・カッタール ペリー・ミルワード ジャック・モンゴメリー ハリー・ストット ベン・ワットン                         | マシュー・ガムリー ヘンリー・ホッジス アレクサンダー・シャイティンガー | ジャブズ・チーズマン ルイス・ファーニー コルビー・マルグリュー ジョージ・ライリー ハーベイ・シューズスミス・ディーン | ジャスティン・ホール クリストファー・フレイム ブライス・ボールドウィン | マーク・バラス カラム・ホーソン トレント・ヒース ケイド・ヒューズ カーティス・パパディニス   | ディエゴ・サナ ルイ・ファーニー フィンレイ・ミラー キャメロン・ラント リーガン・ガルシア               | ジョセフ・ダフィー サミュエル・ニュービー ガブリエル・ペイン エドワード・ウォルトン フレッド・ウィルコックス     | グザヴィエ・ダヘル ベン・スタビレ ウィリアム・スタイナー フィン・ウォルサム サクソン・ウィーバー |
| ミス・アンドリュー       | ローズマリー・アッシュ                                                                                                 | ルース・ゴッチェル                                                     | デリン・エドワーズ                                                                                                   | エレン・ハーヴェイ                                                     | ジュディ・コネッリ                                                                           | ペネロペ・ウッドマン                                                                                   | クレア・ムーア                                                                                                   | チェルシー・プラムリー                                                                           |
| バードウーマン           | ジュリア・サットン | キャス・モーガン                                                       | バルダ・アヴィックス                                                                                                 | メアリー・ヴァン・アーセル                                             | デビー・バーンズ                                                                             | グレイン・レニハン                                                                                     | ペトゥラ・クラーク                                                                                               | ナンシー・ヘイズ                                                                                 |
| ミセス・ブリル           | ジェニー・ギャロウェイ                                                                                                 | ジェーン・カー                                                         | シャーリー・ジェイムソン                                                                                             | ヴァレリー・ボイル                                                     | サリー・アン・アプトン                                                                       | ウェンディ・ファーガソン                                                                               | クレア・マシン                                                                                                   | ハンナ・ウォーターマン                                                                           |
| ロバートソン・アイ       | ジェラード・キャリー                                                                                                   | マーク・プライス                                                       | マーク・アンダーソン                                                                                                 | アンドリュー・キーナン・ボルガー                                       | クリストファー・リカービー                                                                   | ブレア・アンダーソン                                                                                   | ジャック・ノース                                                                                                 | ガレス・アイザック                                                                               |
| ミセス・コリー           | メラニー・ラ・バリー                                                                                                   | ジャネル・アン・ロビンソン                                             | タニア・マチュリン                                                                                                   | Q. スミス                                                              | リア・ハワード                                                                               | ウレシアーシャ・ウォルトン                                                                             | マリンダ・パリス                                                                                                 | チェリーン・ペック                                                                               |
| 公園管理人               | ケビン・ウィリアムズ                                                                                                   | ニック・コーリー                                                       | クレイグ・ソーンバー                                                                                                 | トム・ソウラダ                                                         | ジャック・ウェブスター                                                                       | アンソニー・ローレンス                                                                                 | マーク・ゴールドソープ                                                                                           | スティーブン・アンダーソン                                                                       |
| ブーム提督／頭取         | イアン・マーフォード                                                                                                   | マイケル・マッカーティ                                                 | ロナルド・マーカム                                                                                                   | マイク・オキャロル                                                     | デビッド・ヘンリー                                                                           | グラハム・ホードリー                                                                                   | ポール・F・モナハン                                                                                              | ロバート・グラブ                                                                                 |
| ミスー・ラーク           | クレア・マシン | アン・アービア                                                         | ローラ・メドフォース                                                                                                 | ウェンディ・ジェームズ                                                 | アンナ・リー・ロバートソン                                                                   | ソフィー・カトン                                                                                       | セリ・オコナー                                                                                                   | リサ・ソンタグ                                                                                   |
| ネーレウス               | スチュアート・ニール                                                                                                   | ブライアン・レテンドレ                                                 | スチュアート・ウィンター                                                                                             | ブライアン・レテンドレ                                                 | ミッチ・フィストロヴィッチ                                                                   | イブ・アダン                                                                                           | ジョシュア・デニール                                                                                             | ケイド・ヒューズ                                                                                 |
| ヴァレンタイン           | ネイサン・テイラー | タイラー・メイナード                                                   | サム・アーチャー | ニック・サンチェス                                                     | ベンジャミン・ジロー                                                                         | マシュー・カプト                                                                                       | グレン・フェイシー                                                                                               |                                                                                                  |
| ケイティ・ナナ           | ルイーザ・ショー | ミーガン・オスターハウス                                               | ソフィー・カトン | エミリー・ハーヴェイ                                                   | ナタリー・アレクソポロス                                                                     | クレア・パリッシュ                                                                                     | ジャクリーン・ヒューズ                                                                                           |                                                                                                  |
| ノースブルック           | ネイサン・テイラー | マット・ローア                                                         | マーティン・ニーリー                                                                                                 | ドミニク・ロバーツ                                                     | アダム・マーフィー                                                                           | ジョン・ステイシー                                                                                     | イアン・ガレス・ジョーンズ                                                                                       | スティーブン・アンダーソン                                                                       |
| ヴォン・ハスラー         | アラン・ヴィカリー | ショーン・マコート                                                     | イアン・カディック                                                                                                   | マイケル・ガーハート                                                   | トロイ・サスマン                                                                             | アンソニー・ローレンス                                                                                 | マーク・ゴールドソープ                                                                                           |                                                                                                  |
| 警察官                   | ティム・モーガン | ジェームズ・ヒンドマン                                                 | クリストファー・ディキンズ                                                                                           | レアード・マッキントッシュ                                             | アダム・マーフィー                                                                           | ジョン・ステイシー                                                                                     | イアン・ガレス・ジョーンズ                                                                                       | アンドリュー・ブロードベント                                                                     |

### 日本公演

#### メインキャスト
| 登場人物                           | 2018年       | 2022年       | 2026年       |
| ---------------------------------- | ------------ | ------------ | ------------ |
| メリー・ポピンズ                   | 濱田めぐみ   | 濱田めぐみ   | 濱田めぐみ   |
| メリー・ポピンズ                   | 平原綾香     | 笹本玲奈     | 笹本玲奈     |
| メリー・ポピンズ                   | 平原綾香     | 笹本玲奈     | 朝夏まなと   |
| バート                             | 大貫勇輔     | 大貫勇輔     | 大貫勇輔     |
| バート                             | 柿澤勇人     | 小野田龍之介 | 小野田龍之介 |
| バート                             | 柿澤勇人     | 小野田龍之介 | 上川一哉     |
| ジョージ・バンクス                 | 駒田一       | 駒田一       | 小西遼生     |
| ジョージ・バンクス                 | 山路和弘     | 山路和弘     | 福士誠治     |
| ウィニフレッド・バンクス           | 木村花代     | 木村花代     | 木村花代     |
| ウィニフレッド・バンクス           | 三森千愛     | 知念里奈     | 知念里奈     |
| バードウーマン／ミス・アンドリュー | 島田歌穂     | 島田歌穂     | 島田歌穂     |
| バードウーマン／ミス・アンドリュー | 鈴木ほのか   | 鈴木ほのか   | 樹里咲穂     |
| ブーム提督／頭取                   | コング桑田   | コング桑田   | コング桑田   |
| ブーム提督／頭取                   | パパイヤ鈴木 | ブラザートム | 安崎求       |
| ミセス・ブリル                     | 浦嶋りんこ   | 浦嶋りんこ   | 浦嶋りんこ   |
| ミセス・ブリル                     | 久保田磨希   |              |              |
| ロバートソン・アイ                 | 小野田龍之介 | 内藤大希     | DION         |
| ロバートソン・アイ                 | もう中学生   | 石川新太     | 石川新太     |
| ジェーン・バンクス                 | 浅沼みう     | 大廣アンナ   |              |
| ジェーン・バンクス                 | 岡菜々子     | 西光里咲     |              |
| ジェーン・バンクス                 | 亀山めい     | 弘山真菜     |              |
| ジェーン・バンクス                 | 渡邉おとは   | 深町ようこ   |              |
| マイケル・バンクス                 | 大前優樹     | 井伊巧       |              |
| マイケル・バンクス                 | 加藤憲史郎   | 髙橋輝       |              |
| マイケル・バンクス                 | 竹内彰良     | 田中誠人     |              |
| マイケル・バンクス                 | 板野佑斗     | 中込佑協     |              |
| ミセス・コリー                     | エリアンナ   | エリアンナ   |              |
| ヴォン・ハスラー                   | 丹宗立峰     | 丹宗立峰     |              |
| ミス・ラーク                       | 般若愛実     | 般若愛実     |              |
| ノースブルック                     | 石川剛       | 石川剛       | 石川剛       |
| ケイティ・ナナ                     | 小島亜莉沙   | 小島亜莉沙   | 小島亜莉沙   |
| ネーレウス                         | 長澤風海     | 長澤風海     |              |
| ヴァレンタイン                     | 樋口祥久     | 樋口祥久     |              |

#### アンサンブル
- 青山郁代（2018年、2022年）
- 五十嵐耕司（2018年、2022年）
- 石井亜早実（2018年、2022年）
- 大塚たかし（2018年）
- 岡本華奈（2018年、2022年）
- 風間無限（2018年、2022年）
- 工藤彩（2018年、2022年、2026年）
- 工藤広夢（2018年）
- 熊澤沙穂（2018年、2022年、2026年）
- 斎藤准一郎（2018年、2022年）
- 高瀬育海（2018年、2022年）
- 髙田実那（2018年、2022年、2026年）
- 田極翼（2018年）
- 照井裕隆（2018年、2022年）
- 中西彩加（2018年）
- 華花（2018年）
- 藤咲みどり（2018年、2022年）
- 三井聡（2018年）
- 武藤寛（2018年、2022年）
- 大井新生（2022年）
- 今野晶乃（2022年、2026年）
- 白山博基（2022年、2026年）
- 東間一貴（2022年、2026年）
- 長澤仙明（2022年、2026年）
- 花岡麻里名（2022年）
- 藤岡義樹（2022年）
- MAOTO（2022年、2026年）
- 伊藤稚菜（2026年）
- 岩下貴史（2026年）
- 小形さくら（2026年）
- 小島亜莉沙（2026年）
- 小林遼介（2026年）
- 齋藤信吾（2026年）
- 咲良（2026年）
- 清水錬（2026年）
- 高瀬育海（2026年）
- 髙橋慈生（2026年）
- 高山裕生（2026年）
- 照井裕隆（2026年）
- 中原彩月（2026年）
- 西村実莉（2026年）
- 廣瀬喜一（2026年）
- 福満美帆（2026年）
- 水島渓（2026年）
- 吉岡慈夢（2026年）
- 吉田玲菜（2026年）

## 製作

### ウエストエンド

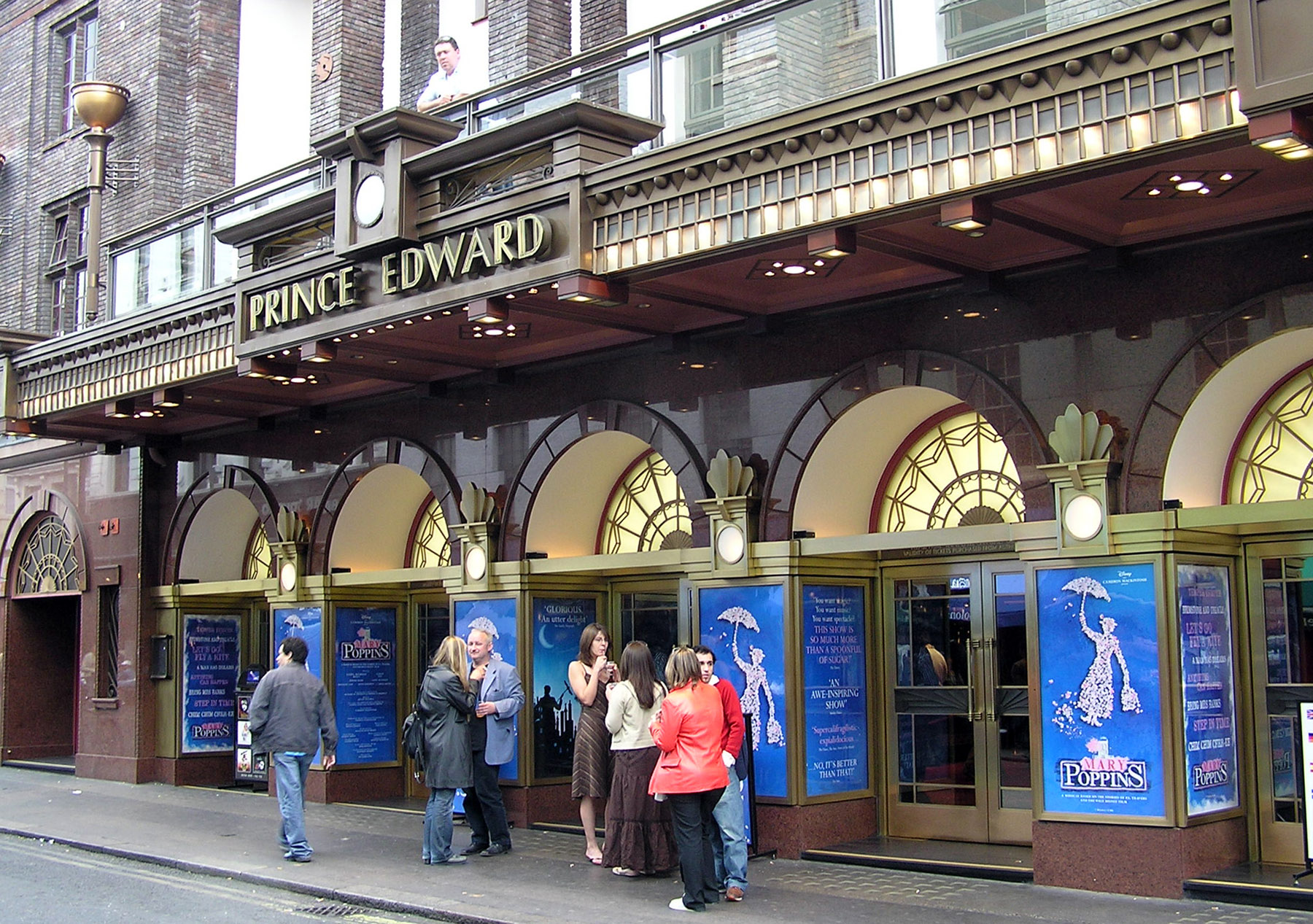
プリンス・エドワード・シアター（2005年撮影）

キャメロン・マッキントッシュによる『メリー・ポピンズ』の舞台化は、2004年9月15日のプレビューを皮切りに、ブリストルのヒッポドローム劇場で世界初上演され、9月18日に11月6日までの期間限定で正式に開幕した。その後、12月15日にプリンス・エドワード劇場に舞台を移し、イギリスで初演された唯一のディズニーミュージカルとなった。メリー・ポピンズ役はローラ・ミッシェル・ケリーで、ケリーはこの役で2005年のローレンス・オリヴィエ賞ミュージカル主演女優賞を受賞している。メリー・ポピンズ役のスカーレット・ストラレン、リサ・オヘア、キャロライン・シーン、バート役のギャビン・クリール（2006年7月）などが代表的なキャストとなった。
キャメロン・マッキントッシュとトーマス・シューマッハーの両プロデューサーは、開幕して間もない時期に、「このミュージカルは、小さな子どもには怖すぎる」という理由で、3歳以下の子どもの入場を禁止し、大きな話題となった。公式には「7歳以上の子供向け」とされていた。
2005年3月17日には、映画『メリー・ポピンズ』でメリー・ポピンズを演じたジュリー・アンドリュースがゲストとして登場した。カーテンコールに登場したアンドリュースは、映画出演時の思い出を語った。2008年1月12日、3年以上の上演を終えて閉幕した。

### ブロードウェイ
ウェストエンドでの成功を受けて、ブロードウェイでは、10月14日からのプレビューを経て、2006年11月16日にニューアムステルダム劇場で上演された。アシュリー・ブラウンがメリー・ポピンズを演じ、ウェストエンドのプロダクションでバート役を演じたギャビン・リーがブロードウェイで続投した。ダニエル・ジェンキンスがジョージを、レベッカ・ルーカーがウィニフレッドを、マシュー・ガムリーとヘンリー・ホッジスがマイケルを演じた。2008年10月9日からは、メリー・ポピンズ役をウエストエンドと同じスカーレット・ストラレンが、バート役をアダム・フィオレンティーノが演じた。ロンドンでメリー役を演じたローラ・ミッシェル・ケリーは、2009年10月12日にブロードウェイで役を引き継いだ。クリスチャン・ボールは、バートと同じ日にキャストに加わった。ニコラ・ドロマールは2010年7月16日から8月22日までバートを担当した。リーは、2010年8月24日にバート役に復帰し、かつてのロンドンでの共演者であるケリーと再会した。ブラウンは、ケリーが映画の撮影で不在の間、2011年3月8日から7月17日までメリー役に復帰し、リーとの再会を果たし、ケリーは7月19日に役に復帰した。
ブロードウェイでは、ウエストエンド版とは異なり、「最高のホリディ」のシークエンスは、ロンドン公演のグレートーンではなく、フルテクニカラーで演出され、「どんなことだってできる」では、天空への階段の代わりに、メリー・ポピンズの巨大な傘が登場する演出が加わった。この変更は、後にウエストエンドのプロダクションに引き継がれた。最近では「正々堂々とゲームを」という新曲がスコアに追加されている。これは、第1幕の「テンパー、テンパー」に代わるものである。この変更は、現在のすべてのプロダクションに加えられている。
ブロードウェイでの上演は、おおむね好意的な評価を受けた。多くの評論家は、技術的な部分を評価していた。52週間の公演で、当初の投資額を回収することができた。
2013年3月3日、ミュージカル『アラジン』のために、ブロードウェイで6年以上、2,619回の公演を行った後、閉幕した。クロージング・キャストには、メリー・ポピンズ役のステファニー・リーとバート役のドロマードが参加した。2020年3月現在、ブロードウェイの23番目のロングラン公演の記録を保持している。

### ワールドツアー
ワールドツアーでは、デザイナーのボブ・クロウリーがセットをリニューアルし、銀行のサイズを縮小、多くのシーンを削除し、小規模劇場でも大規模な演出に対応できるようにした。2008年6月4日から2009年4月18日まで、ロンドンのシアター・ロイヤル、エディンバラ・プレイハウス、カーディフのウェールズ・ミレニアム・センターなどでイギリスツアーを行った。メリー・ポピンズ役にキャロライン・シーン、バート役にダニエル・クロスリー、ジョージ役にマーティン・ボール、ウィニフレッド役にルイーズ・ボーデンが出演した。2008年10月27日、リサ・オヘアがメリー役を引き継いだ。「テンパー、テンパー」が披露された最後のプロダクションとなり、その後のプロダクションでは「正々堂々とゲームを」に変更された。
アメリカツアーは2009年3月11日にプレビューを開始し、3月25日に初日を迎えた。アシュリー・ブラウンとギャビン・リーがそれぞれメリーとバート役を続投した。シカゴのキャデラック・パレス劇場を皮切りに、アメリカの各都市で公演を行った。2009年11月15日、ロサンゼルスでの初日、アンコールの際に、映画でバートを演じたディック・ヴァン・ダイクがステージに登場した。2010年1月22日、地元の慈善団体への寄付金集めとD23イベントの一環として、ヴァン・ダイクはオリジナル映画のもう一つの役であるドーズ・シニアとしてカメオ出演した。シェーンは2010年2月にアリゾナ州テンピでブラウンからメリー役を引き継ぎ、2011年2月まで演じた。2010年9月から2011年9月まで、ブロードウェイでバートの代役を務めていたニコラ・ドロマールが同役を担当した。ステファニー・リーは、2011年2月8日にメリー役として参加し、2011年12月6日には、ブロードウェイでウィニフレッドを演じ、その後ブロードウェイに戻ってきたミーガン・オスターハウスに交代した。
2012年2月1日より、サウスカロライナ州ノースチャールストンにてアメリカツアーのプレビューを開始した。メリー役のレイチェル・ウォレス、バート役のケース・ディラード、ジョージ役のマイケル・ディーン・モーガン、ウィニフレッド役のエリザベス・ブロードハースト、ジェーン役のチェリッシュ・マイヤーズとマリッサ・アッカーマン、マイケル役のザック・ティムソンとザカリー・マッキエヴィッチが交互に登場した。マデリン・トランブルは、2012年8月下旬にロサンゼルスのアーマンソン・シアターで行われた公演に参加した。第2回アメリカ国際ツアーは、2013年6月2日にアラスカのアンカレッジで最終公演を行った。
2015年10月13日から10月25日まで、メリー役のジジ・ストラレンと、オーストラリアの作品で演じたバート役のマット・リーを主演に迎え、リチャード・エアーが監督する新しいイギリスツアーがレスターのカーブで始まった。このツアーはその後、ブリストル（2015年10月29日 - 11月28日）、ダブリン（2015年12月3日 - 2016年1月9日）、マンチェスター（2016年1月20日 - 3月5日）、バーミンガム（2016年3月9日 - 4月23日）、エディンバラ（2016年4月27日 - 5月21日）、サウサンプトン（2016年5月25日 - 6月19日）を訪れた。2015年11月には、ノリッジ（2016年6月29日 - 7月30日）、プリマス（2016年8月3日 - 9月3日）、ニューカッスル・アポン・タイン（2016年9月8日 - 10月29日）、ブラッドフォード（2016年11月2日 - 12月10日）、カーディフでのフィニッシュ（2016年12月14日 - 2017年1月14日）などの日程が追加された。

### ウエストエンド・リバイバル（2019年）
2018年9月14日、ウェストエンドでのリバイバル公演が2019年秋に開幕し、本拠地であるプリンス・エドワード劇場に戻ることが発表された。2019年10月23日にプレビューを開始し、11月13日に開幕した。出演者は、メリー役のジジ・ストラレン（2015年～2016年イギリスツアーからの続投）、バート役のチャーリー・ステンプ、ジョージ役のジョセフ・ミルソン、ウィニフレッド役のエイミー・グリフィス、バードウーマン役のペトゥラ・クラーク、ミス・アンドリュー役のクレア・ムーア、ブーム提督役のポール・F・モナハン（当初はバリー・ジェームズがこの役を演じる予定だったが、初回プレビュー前に降板した）。しかし、新型コロナウイルス感染症の世界的流行により、2020年3月16日から一時閉幕を余儀なくされた。2020年6月に2021年まで再開しないことが発表された。2021年4月28日、2021年8月7日にプリンス・エドワード劇場で再開することが発表された。

### 国際プロダクション
本作は、オーストラリア、オーストリア、カナダ、チェコ、デンマーク、エストニア、フィンランド、ドイツ、ハンガリー、アイスランド、アイルランド、イタリア、日本、メキシコ、オランダ、ニュージーランド、ノルウェー、スウェーデン、スイス、アラブ首長国連邦、イギリス、アメリカで公演され、13言語（スウェーデン語、フィンランド語、ハンガリー語、デンマーク語、オランダ語、チェコ語、エストニア語、スペイン語、アイスランド語、ドイツ語、ノルウェー語、イタリア語、日本語）に翻訳されている。全世界で1,100万人以上の観客数を記録した。
初の外国語版は、2008年10月18日にヨーテボリ・オペラハウスで開幕し、2009年3月14日まで上演された。この作品は、ディズニー・シアトリカルの外部ライセンスを得て、すべてスウェーデン語で上演され、脚本はマグナス・リンドマンが翻訳した。音楽監督はビョルン・ドッベレーレ、俳優はメリー役にリンダ・オルソン、バート役にマグナス・ボレンが起用された。
その他のヨーロッパでの作品は以下の通り
- フィンランドでは、2009年8月11日にヘルシンキ・シティ・シアターで開幕し、2010年5月8日まで上演された[30][31]。
- 2010年2月18日、デンマークのコペンハーゲンにあるコペンハーゲン新劇場（英語版）で、メリー役のシャーロット・グルドバーグとバート役のクリスティアン・スタッズゴーが主演するデンマーク版が開幕した[32]。
- 2012年9月にハンガリーのブダペストでハンガリー版が開幕した。
- 2010年4月11日から2011年8月28日まで、デン・ハーグのサーカス・シアター（英語版）で、ステージ・エンターテイメント（英語版）によるオランダ語版が上演された。メリー役を演じたノーティエ・ヘーラーは、テレビ番組『メリー・ポピンズを探して（英語版）』に出演していた。ウィリアム・スパアイがバート役を演じた[33]。
- 2010年11月にチェコのブルノでチェコ版が開幕した。
- 2011年11月にタルトゥのヴァネミーヌ劇場でエストニア版が開幕し、タリンでも開幕した。オリジナルキャストには、ハンナ＝リイナ・ヴォルサとネーレライス・ヴァイクスー（英語版）がメリー役で出演していた。
- 2012年10月、ステージ・エンターテイメントは、2013-14年シーズンにパリで公開することを発表したが、メリー役を演じる女優を何ヶ月も探し続けた結果、キャメロン・マッキントッシュはこのプロジェクトの中止を決定した[34]。
- アイスランドのプロダクションは、2013年2月22日にレイキャヴィークにあるレイキャビック・シティ・シアター（英語版）で開幕した。
- ドイツ語版初演は、2014年10月1日から2016年1月31日まで、オーストリア・ウィーンのローナッハ・シアターで上演された。キャストには、メリー役のアンネミーケ・ヴァン・ダムとバート役のデビッド・ボイドがいた[35]。
- 2016年10月23日、シュトゥットガルトのアポロ・シアターで、ステージ・エンターテインメントが制作し、メリー役のエリザベート・ヒューバートとバート役のデヴィッド・ボイドが出演したドイツ語版第2弾が開幕した。 2018年1月28日にシュトゥットガルトで閉幕した後、2018年2月25日からハンブルクのエルベ川沿いのステージ劇場に移された。
- イタリア公演は、2018年2月13日にミラノのナツィオナーレ劇場で初演され、メリー役にジュリア・ファブリ、バート役にダヴィデ・サンマルターノが出演した。

オーストラリアでは、2010年7月14日にメルボルンのハー・マジェスティーズ・シアターでプレビューが始まり、7月29日に正式に開幕した。バート役のマット・リー、ジョージ役のフィリップ・クァスト、ウィニフレッド役のマリナ・プライヤー、バードウーマン役のデビー・バーンズ、ミス・アンドリュー役のジュディ・コネッリなどが出演した。ヴェリティー・ハント・バラードは、長い間探していたメリー役を、キャスティングの段階で遅れて獲得した。シドニー公演の終盤では、ウェストエンドとブロードウェイの両方でこの役を演じたスカーレット・ストラレンが一時的に交代した。2011年2月18日にオーストラリア版キャスト・レコーディングが発売された。2011年4月1日にメルボルンのシーズンが終了した。このミュージカルは、シドニーのキャピトル･シアターで2011年4月から12月中旬まで上演された。その後、オーストラリア・ツアーが行われ、ブリスベンのリリック・シアターで2012年3月まで、パースのバーズウッド・シアターで2012年6月まで上演された。4ヶ月間の休演後、2012年10月18日から12月30日まで、ニュージーランドのオークランド・シビック・シアターで上演された。
2012年11月14日から2013年8月11日まで、メキシコシティのセントロ・カルチュラルで、オセッサ劇場のプロデュースにより、メリー役のビアンカ・マロキンとバート役のマウリシオ・サラスが出演するスペイン語版が上演された。
2015年4月、ブラジルのエンターテイメント会社であるTime for Funは、サンパウロでポルトガル語版の初演のためのオーディションを開催したが、結局、制作は中止された。

### 日本
日本オリジナルキャストは、ロンドンのクリエイティブスタッフが約3年かけて行ったオーディションを経て決定した。ホリプロ、東宝、TBS、梅田芸術劇場の4社が主催・企画製作し、東京と大阪で、のべ約17万人を動員する日本最大級の公演となった。
2018年3月18日から24日のプレビュー公演を経て、3月25日から5月7日に東急シアターオーブ（東京公演）、5月19日から6月5日に梅田芸術劇場メインホール（大阪公演）で公演された。2022年には3月31日から5月8日に東急シアターオーブ（東京公演）、5月20日から6月6日に梅田芸術劇場メインホール（大阪公演）で再演された。

## ナンバー
以下は、オリジナルのロンドン公演ミュージカル・ナンバーである。その後のプロダクションでは曲目の変更や、順番の入れ替わりがあった。
| 第1幕 - "プロローグ［チム・チム・チェリー］" – バート - "チェリー・ツリー・レーン パート1" – ミセス・ブリル、ウィニフレッド、ジェーン、マイケル、ロバートソン・アイ、ジョージ、ケイティ・ナナ、バート、ブーム提督、ミス・ラーク - "完璧な子守" – ジェーン、マイケル - "チェリー・ツリー・レーン パート2" – ウィニフレッド、ジェーン、マイケル、ミセス・ブリル、ロバートソン・アイ、ジョージ - "何もかもパーフェクト" – メリー・ポピンズ、ジェーン、マイケル - "俺自身の作品［チム・チム・チェリー］"* – バート - "最高のホリディ" – バート、ジェーン、マイケル、ネーレウス、メリー・ポピンズ、アンサンブル - "チェリー・ツリー・レーン (リプライズ)" - ジョージ - "ミセス・バンクスであること" - ウィニフレッド - "最高のホリディ (リプライズ)" – ジェーン、マイケル - "風向きは変わる［チム・チム・チェリー］" * - バート - "お砂糖ひとさじで" – メリー・ポピンズ、ジェーン、マイケル、ロバートソン・アイ、ウィニフレッド - "規律と秩序"* – ジョージ、頭取、ヴォン・ハスラー、ノースブルック、銀行員たち - "男には夢がある"* – ジョージ、頭取、ヴォン・ハスラー、ノースブルック、銀行員たち - "鳥に餌を" – バードウーマン、メリー・ポピンズ、アンサンブル - "スーパーカリフラジリスティックエクスピアリドーシャス" – メリー・ポピンズ、ミセス・コリー、アンサンブル、バート、ジェーン、マイケル - "スーパーカリフラジリスティックエクスピアリドーシャス (リプライズ)"* – バート、アンサンブル - "風が吹くかも［チム・チム・チェリー］"* - バート - "紆余曲折［チム・チム・チェリー］"* – バート - "テンパー、テンパー" (2004–2009) − バレンタイン、ミスターパンチ、ウィリアム、グラマラスドール、ジャックインザボックス、アンサンブル - "正々堂々とゲームを" (2009–現在)† – メリー・ポピンズ、バレンタイン、おもちゃたち - "チム・チム・チェリー (リプライズ)" – バート、メリー・ポピンズ | 第2幕 - "チェリー・ツリー・レーン (リプライズ)"* – ミセス・ブリル、ロバートソン・アイ、ジェーン、マイケル、ウィニフレッド、ジョージ、ミス・アンドリュー - "毒消しの薬 パート1" – ミス・アンドリュー - "凧を揚げよう" – バート、公園管理人、ジェーン、マイケル、凧を揚げる人々、メリー・ポピンズ - "役立たず［チム・チム・チェリー（リプライズ）］" – ジョージ - "ミセス・バンクスであること (リプライズ)" – ウィニフレッド - "毒消しの薬 パート2" – メリー・ポピンズ、ミス・アンドリュー - "何もかもパーフェクト (リプライズ)" * – ジェーン、マイケル、メリー・ポピンズ - "掃除された煙突［チム・チム・チェリー］* – バート - "ステップ・イン・タイム" – バート、ジェーン、マイケル、煙突掃除たち、メリー・ポピンズ - "煙突を降りて［ステップ・イン・タイム（リプライズ）］"* – バート、ジェーン、マイケル、煙突掃除たち - "男には夢がある(リプライズ)" - ジョージ - "お砂糖ひとさじで(リプライズ)" – ジョージ、バート - "どんなことだってできる パート1" – メリー・ポピンズ、ジェーン、マイケル、ウィニフレッド、バードウーマン、重役たち - "その一言［スパカリ］*" – ジョージ - "鳥に餌を(リプライズ)"* - バードウーマン - "規律と秩序(リプライズ)"* - ジョージ、頭取、ウィニフレッド、クラーク - "スーパーカリフラジリスティックエクスピアリドーシャス(リプライズ)"* – ジョージ、頭取、ウィニフレッド、クラーク - "どんなことだってできる パート2" - カンパニー - "お砂糖ひとさじで リプライズ2" - メリー・ポピンズ - "流れ星" - オーケストラ - "バウ［どんなことだってできる］"* - カンパニー - "スーパーカリフラジリスティックエクスピアリドーシャス［バウ］"* - カンパニー |

- オリジナル・ロンドン・キャストには収録されていない。

†2009年に「テンパー、テンパー」に代わって「正々堂々とゲームを」が収録された。

### 削除された曲
オリジナルの映画に登場し、ミュージカルでは省略された曲
- 古い鎖を断ち切って（英語版）: 「ミセス・バンクスであること」とそのリプライズに置き換えられた。
- 私の暮らし（英語版）: テーマが似ている「規律と秩序」に置き換えられた。
- 眠らないで（英語版）
- 笑うことが好き（英語版）
- 信用第一の銀行（英語版）

ジョージ・スタイルズとリチャード・シャーマンのインタビューによると、ウィニフレッド・バンクスの削除された曲は「私にできること」というものだった。これは1920年代風のナンバーのようなものだと思われたため、後に代わりに「ミセス・バンクスであること」を書いた。

## レコーディング
ウエストエンドでの初演直後に発売された、ロンドンのオリジナル・キャスト・レコーディングは、初演直後にリリースされ、ミュージカルのスコアから主要なナンバーが収録されている。ブロードウェイ公演が始まると、アメリカのキャストによる数曲を収録したレコードが発売された。その中には、アシュリー・ブラウンが歌う「2ペンスを鳩に」の編集版も含まれている。2011年2月18日には、オーストラリアのキャストによるレコーディングが発売された。これは、ロンドンでの初演以降に変更されたスコアを含む初めての録音となった。
- ARIAチャート - 13位[48]
- オランダ・アルバム・トップ100（英語版） - 2位[49]

## 受賞歴

### ロンドン
| 年     | 授賞式                   | カテゴリー                                     | 受賞者                               | 結果       |
| ------ | ------------------------ | ---------------------------------------------- | ------------------------------------ | ---------- |
| 2005年 | ローレンス・オリヴィエ賞 | ミュージカル作品賞                             | ミュージカル作品賞                   | ノミネート |
| 2005年 | ローレンス・オリヴィエ賞 | 演劇主演男優賞                                 | ギャビン・リー                       | ノミネート |
| 2005年 | ローレンス・オリヴィエ賞 | 演劇主演女優賞                                 | ローラ・ミッシェル・ケリー           | 受賞       |
| 2005年 | ローレンス・オリヴィエ賞 | ミュージカルのサポート役で最高のパフォーマンス | デヴィッド・ヘイグ                   | ノミネート |
| 2005年 | ローレンス・オリヴィエ賞 | 監督賞                                         | リチャード・エアー、マシュー・ボーン | ノミネート |
| 2005年 | ローレンス・オリヴィエ賞 | 振付賞                                         | マシュー・ボーン、ステファン・ミア   | 受賞       |
| 2005年 | ローレンス・オリヴィエ賞 | セットデザイン賞                               | ボブ・クロウリー                     | ノミネート |
| 2005年 | ローレンス・オリヴィエ賞 | 衣装デザイン賞                                 | ボブ・クロウリー                     | ノミネート |
| 2005年 | ローレンス・オリヴィエ賞 | 照明デザイン賞                                 | ハワード・ハリソン                   | ノミネート |

### ブロードウェイ
| 年     | 授賞式                   | カテゴリー                 | 受賞者                             | 結果       |
| ------ | ------------------------ | -------------------------- | ---------------------------------- | ---------- |
| 2007年 | トニー賞                 | ミュージカル作品賞         | ミュージカル作品賞                 | ノミネート |
| 2007年 | トニー賞                 | ミュージカル主演男優賞     | ギャビン・リー                     | ノミネート |
| 2007年 | トニー賞                 | ミュージカル助演女優賞     | レベッカ・ルーカー                 | ノミネート |
| 2007年 | トニー賞                 | 振付賞                     | マシュー・ボーン、ステファン・ミア | ノミネート |
| 2007年 | トニー賞                 | ミュージカル装置デザイン賞 | ボブ・クロウリー                   | 受賞       |
| 2007年 | トニー賞                 | ミュージカル衣装デザイン賞 | ボブ・クロウリー                   | ノミネート |
| 2007年 | トニー賞                 | ミュージカル照明デザイン賞 | ハワード・ハリソン                 | ノミネート |
| 2007年 | ドラマ・デスク・アワード | ミュージカル作品賞         | ミュージカル作品賞                 | ノミネート |
| 2007年 | ドラマ・デスク・アワード | ミュージカル脚本賞         | ジュリアン・フェロウズ             | ノミネート |
| 2007年 | ドラマ・デスク・アワード | 演劇女優賞                 | アシュリー・ブラウン               | ノミネート |
| 2007年 | ドラマ・デスク・アワード | 演劇男優賞                 | ギャビン・リー                     | 受賞       |
| 2007年 | ドラマ・デスク・アワード | 振付賞                     | マシュー・ボーン、ステファン・ミア | ノミネート |
| 2007年 | ドラマ・デスク・アワード | 装置デザイン賞             | ボブ・クロウリー                   | 受賞       |

### ウエストエンド・リバイバル
| 年     | 授賞式                   | カテゴリー       | 受賞者                             | 結果       |
| ------ | ------------------------ | ---------------- | ---------------------------------- | ---------- |
| 2020年 | ローレンス・オリヴィエ賞 | リバイバル作品賞 | リバイバル作品賞                   | ノミネート |
| 2020年 | ローレンス・オリヴィエ賞 | 演劇男優賞       | チャーリー・ステンプ               | ノミネート |
| 2020年 | ローレンス・オリヴィエ賞 | 演劇女優賞       | ジジ・ストラレン                   | ノミネート |
| 2020年 | ローレンス・オリヴィエ賞 | 演劇助演女優賞   | ペトゥラ・クラーク                 | ノミネート |
| 2020年 | ローレンス・オリヴィエ賞 | 振付賞           | マシュー・ボーン、ステファン・ミア | 受賞       |
| 2020年 | ローレンス・オリヴィエ賞 | 装置デザイン賞   | ボブ・クロウリー                   | 受賞       |